# Армінгтон (Іллінойс)
Армінгтон (англ. Armington) — селище (англ. village) в США, в окрузі Тазвелл штату Іллінойс. Населення — 310 осіб (2020).

## Географія
Армінгтон розташований за координатами 40°20′23″ пн. ш. 89°18′51″ зх. д. / 40.33972° пн. ш. 89.31417° зх. д. (40.339753, -89.314264).  За даними Бюро перепису населення США в 2010 році селище мало площу 0,74 км², уся площа — суходіл.

## Демографія
Згідно з переписом 2010 року, у селищі мешкали 343 особи в 132 домогосподарствах у складі 89 родин. Густота населення становила 464 особи/км².  Було 146 помешкань (198/км²).
Расовий склад населення:
| - 99,7 % — білих |

До двох чи більше рас належало 0,0 %. Частка іспаномовних становила 2,6 % від усіх жителів.
За віковим діапазоном населення розподілялося таким чином: 28,9 % — особи молодші 18 років, 59,4 % — особи у віці 18—64 років, 11,7 % — особи у віці 65 років та старші. Медіана віку мешканця становила 33,3 року. На 100 осіб жіночої статі у селищі припадало 117,1 чоловіків;  на 100 жінок у віці від 18 років та старших — 112,2 чоловіків також старших 18 років.
Середній дохід на одне домашнє господарство  становив 52 999 доларів США (медіана — 41 875), а середній дохід на одну сім'ю — 57 830 доларів (медіана — 58 750). Медіана доходів становила 47 125 доларів для чоловіків та 35 000 доларів для жінок. За межею бідності перебувало 11,5 % осіб, у тому числі 16,7 % дітей у віці до 18 років та 0,0 % осіб у віці 65 років та старших.
Цивільне працевлаштоване населення становило 176 осіб. Основні галузі зайнятості: освіта, охорона здоров'я та соціальна допомога — 17,0 %, виробництво — 16,5 %, будівництво — 15,9 %.